# Jorge Manrique (Dichter)

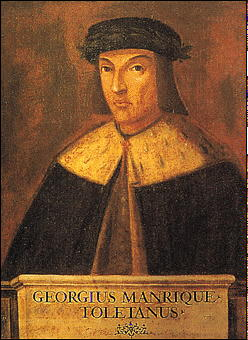
Jorge Manrique

Jorge Manrique (* um 1440 in Paredes de Nava, Palencia, oder Segura de la Sierra, Jaén, Spanien; † 27. März 1479 vor Schloss Garci Muños bei Calatrava) war ein bedeutender spanischer Dichter der frühen Renaissance.

## Leben und Wirken
Jorge Manrique entstammte einer berühmten Dichterfamilie. Er war ein Großneffe von Iñigo López de Mendoza (Marquis von Santillana), einem Abkömmling von Pero López de Ayala, dem Kanzler von Kastilien und ein Neffe von Gómez Manrique, corregidor von Toledo, alles bedeutende Dichter des späten 14. und 15. Jahrhunderts. Jorges Ehefrau war Doña Guiomar de Castañeda. Er lebte lange am Königshof in Portugal und hatte außer seiner dichterischen Begabung auch eine Neigung zum Waffenhandwerk. Er unterstützte die spanische Königin Isabella I. von Kastilien und engagierte sich aktiv auf ihrer Seite in dem Bürgerkrieg gegen ihren Halbbruder Heinrich IV., als dieser versuchte, seine Tochter Johanna zur Kronprinzessin zu machen. Jorge ist beim Kampf im März 1479 vor dem Schloss Garci Muños bei Calatrava gefallen, als der Marquis von Villena, ein hartnäckiger Feind von Isabella, dieses Schloss verteidigte, nachdem Isabella die Krone erlangt hatte.

## Werke und Bedeutung

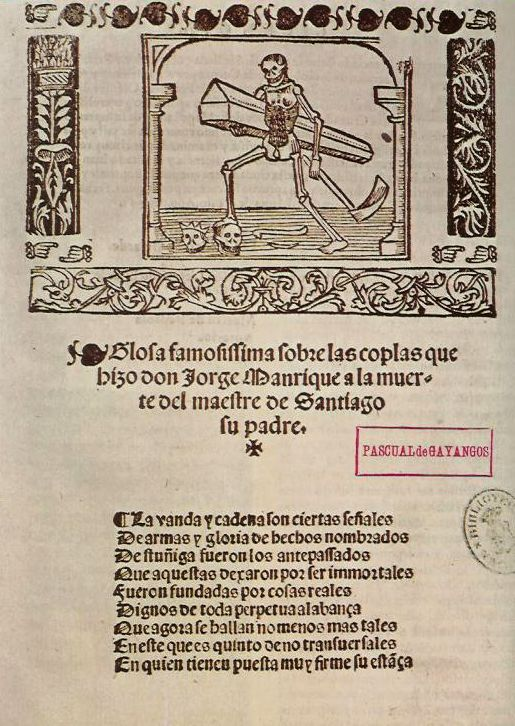
Glosse zu den Coplas von Jorge Manrique, gedichtet 1501 von Alonso de Cervantes

Jorge Manrique verfasste Liebesgedichte in der damaligen höfischen Tradition und zwei Satiren. Seine Gedichte werden canciones (Lieder), esparsas (Kurzgedichte, meist mit nur einer Strophe), preguntas y respuestas (Fragen und Antworten) und glosas de mote (literarisch „Deutungen von Refrains“) genannt. Die erste Ausgabe des Cancionero general von Hernando del Castillo aus dem Jahr 1511 beinhaltet die vollständigste Auswahl von Manriques Gedichten; einige der Dichtungen erschienen aber schon in früheren Ausgaben und Manuskripten.
Eine herausragende Bedeutung hat Manriques Dichtung Coplas por la Muerte de su Padre (Verse auf den Tod seines Vaters); sie gilt als Höhepunkt der mittelalterlichen spanischen Lyrik. Nachdem sein Vater Don Rodrigo Manrique, Großmeister des Santiago-Ordens, am 11. November 1476 in Ocaña verstorben war, verfasste Jorge diese Elegie in 40 Strophen. In persönlicher Betroffenheit sprengte der Dichter den üblichen Rahmen der damaligen Dichtung mit einer fast kargen Sprache. In drei Teilen beschwört er zunächst die Macht des Todes und die Vergänglichkeit alles Irdischen, schlägt dann den dunklen Ton schicksalsergebener Unterwerfung an und findet zum Schluss zu einer tröstlichen Sicherheit christlicher Todesüberwindung. Gedanken und Bilder, tiefe Melancholie und verhaltene Resignation fließen in einer Sprache von natürlicher und würdevoller Schönheit zusammen. Das Geheimnis des Werks von Jorge Manrique liegt in der Einheit von Wort, Klang und Stimmung, wie sie in der Kunstdichtung seiner Zeit selten zu finden ist. So ist diese Dichtung in sehr viele Gedichtsammlungen (Anthologien) aufgenommen worden und wurde in viele Sprachen übersetzt.

## Werkausgaben
- Poemas. Red ediciones, Barcelona 2019, ISBN 978-84-96428-67-6 (spanisch, eingeschränkte Vorschau in der Google-Buchsuche [abgerufen am 5. März 2019]).
- Coplas por la muerte de su padre (= Entre eñes. Band 1). Biblioteca Cervantes Virtual, 2013 (spanisch, 22 S., eingeschränkte Vorschau in der Google-Buchsuche [abgerufen am 5. März 2019]).